# Беремжанов, Газымбек Кургамбекович
Газымбек Кургамбекович Беремжанов (28 февраля 1896, № 1 аул, Тосынская волость Торгайского уезда Актюбинской области — 19 марта 1938, Москва) — казахский общественный деятель, журналист.
Происходит из подрода аю рода шакшак племени аргын.
Окончил Оренбургское реальное училище, затем врачебный факультет Центрально-Азиатского университета. Был представителем Алашорды в Башкирском правительстве, от её имени участвовал в переговорах с Колчаком. В 1921—1922 годах редактор газеты «Ак жол». Свои статьи подписывал псевдонимом «Шеген» (имя его прадеда). В 1928 году окончил сельскохозяйственный факультет Берлинского университета. В том же году после возвращения в Москву вместе с алашординскими деятелями (А. Бокейхановым, А. Байтурсыновым и др.) арестован. 18 января 1931 осуждён ПП ОГПУ по статьям 58-7, 58-11, 59-3 УК РСФСР на 10 лет исправительно-трудовых лагерей, отправлен на Беломорканал, в Медвежьегорск (Карелия). Во время заключения работал агрономом колонизационного бюро Беломорканала, проживал по адресу г. Медвежья Гора, городок Беломоро-Балтийского комбината, д. 14, комн. 15.
Турар Рыскулов дал показания в НКВД, что: 
Среди командированных [в Германию] из Казахстана для так называемой учебы был некто БРИМЖАНОВ Газимбек, выходец из семьи полуфеодала, активный участник алашарды и карательных действий, проведенных Алашардой против большевиков на территории Тургайского уезда.

БРИМЖАНОВ один из убийц бывшего военного комиссара Тургайского уезда коммуниста Аммангельды ИМАНОВА. От Аллаш-Орды БРИМЖАНОВ выезжал в качестве представителя к Колчаку в Омск".
9 октября 1937 года повторно арестован на Беломор-канале, этапирован в Москву, обвинён в участии в контр-революционной террористической организации, приговорён Военной коллегией Верховного суда СССР к расстрелу. 19 марта 1938 года приговор приведён в исполнение.
По первому делу реабилитирован 4 ноября 1988 года Верховным судом Каз. ССР (дело прекращено за отсутствием состава преступления), по второму делу 11 июня 1991 года